# Herbie
Herbie é um personagem fictício que apareceu em seis filmes produzidos pelos estúdios Disney: Se Meu Fusca Falasse, (The Love Bug) de 1968; As Novas Aventuras do Fusca, (Herbie Rides Again) de 1974; Um Fusca em Monte Carlo, (Herbie Goes to Monte Carlo) de 1977 (também conhecido como Herbie - O Fusca Enamorado); A Última Cruzada do Fusca, (Herbie Goes Bananas) de 1980, Se o Meu Fusca Falasse (Remake do primeiro filme) (The Love Bug) de 1997 e o mais recente filme é Herbie - Meu Fusca Turbinado, (Herbie: Fully Loaded) de 2005, teve como protagonista a atriz Lindsay Lohan.
Herbie é um Volkswagen Fusca 1963, de cor branco pérola (código VW L87), dotado de vida própria, com uma incrível inteligência, carisma e personalidade. É um Fusca desprezado que vai parar nas mãos de Jim Douglas, um piloto de corridas fracassado que, graças a Herbie, ganha confiança e começa vencer várias corridas.
O tamanho original da listras do Herbie são de 12 cm de largura. Temos 3 cm para a cor vermelha, 3 cm para a cor branca e 6 cm para a cor da listra azul. Em cima do teto solar, as 3 cores das listras não são feitas de um decalque de vinil, mas sim pintado. A marca da fonte "53" usada desde os primeiros filmes é uma fonte especial desenhada por um homem da equipe de arte da Disney aos filmes, mas foi perdida ao longo do tempo. Por essa razão não usaram a mesma fonte (tipo de letra) no (53) dos últimos 2 filmes. A largura da elipse com o (53) do capô tem cerca de 50 cm de largura. Na parte traseira do carro, a elipse (53) é um pouco maior e ainda possui uma ligeira inclinação.

## Filmes
- The Love Bug (1968) — dirigido por Robert Stevenson
- Herbie Rides Again (1974) — dirigido por Robert Stevenson
- Herbie Goes to Monte Carlo (1977) — dirigido por Vincent McEveety
- Herbie Goes Bananas (1980) — dirigido por Vincent McEveety
- The Love Bug (1997);— dirigido por Peyton Reed
- Herbie: Fully Loaded (2005) — dirigido por Angela Robinson